# Geografia językowa
Geografia językowa, geografia lingwistyczna, geolingwistyka – dział językoznawstwa zajmujący się badaniem zróżnicowania terenowego języków, rodzin językowych i innych grup języków. Celem geolingwistyki jest ustalenie geograficznego rozmieszczenia faktów językowych (cech gramatycznych, leksykalnych czy fonetycznych).
W wyniku badań geografii językowej, polegających na wykorzystaniu kwestionariuszy i uporządkowaniu informacji zebranych w terenie, powstają mapy i atlasy językowe. Badania geografii językowej i lingwistyki arealnej mogą mieć zasięg regionalny, narodowy lub międzynarodowy (obejmując np. ogół języków słowiańskich, obszar karpacki, języki Europy). Wśród map językowych są mapy napisowe, znakowe, płaszczyznowe, profilowe.
Geografia językowa korzysta nie tylko z osiągnięć badań geograficznych i lingwistycznych, ale także demograficznych, etnograficznych, antropologicznych, historycznych czy socjologicznych.
Niektóre szkoły językoznawcze w podobnym znaczeniu stosują termin „lingwistyka arealna (areałowa)” lub „językoznawstwo arealne (areałowe)”. W kontekście badań zróżnicowania geograficznego poszczególnych języków mówi się zwykle o dialektologii; z kolei lingwistyka arealna obejmuje badania dotyczące rodzin językowych lub grup języków, które wykształciły wspólne cechy wskutek długotrwałego wzajemnego oddziaływania. Do zagadnień lingwistyki arealnej należą ligi i cykle językowe.
Za założycieli geografii językowej uchodzą Jules Gilliéron i Georg Wenker.